# آدم ستراكان
آدم ستراكان (بالإنجليزية: Adam Strachan)‏ هو لاعب كرة قدم بريطاني في مركز الوسط، ولد في 24 فبراير 1987 في غلاسكو في المملكة المتحدة. لعب مع نادي ألبيون روفرز ونادي اربوراث ونادي بارتيك ثيسل ونادي دمبرتون ونادي روس كاونتي ونادي ستنهاوسموير ونادي كلايد.

## وصلات خارجية
- آدم ستراكان على موقع قاعدة بيانات كرة القدم.إي يو (الإنجليزية)
- آدم ستراكان على موقع Soccerbase.com (لاعب) (الإنجليزية)